# William Lamb
William Lamb, II vescomte de Melbourne, PC FRS (15 de març de 1779 † 24 de novembre de 1848) va ser un home d'estat britànic del partit Whig que va servir com a ministre de l'interior o Home Secretary entre 1830 i 1834 i com a Primer Ministre el 1834 i 1835 a 1841. També va ser mentor de la reina Victòria.
Va néixer a Londres en una família aristocràtica partidària del partit Whig. Va ser educat a Eton i al Trinity College, Cambridge, Va entrar en contacte amb un grup de radicals romàntics entre els quals hi havia Percy Bysshe Shelley i Lord Byron. El 1805 va succeir al seu germà gran com a hereu al títol del seu pare i es va casar amb Lady Caroline Ponsonby. L'any següent va sortir elegit a la Cambra dels Comuns com a diputat per Leominster.
La ciutat de Melbourne, Austràlia, va ser anomenada en el seu honor el març de 1837, ja que en aquell moment ocupava el càrrec de Primer Ministre.

Firma i rúbrica de Lamb

Un altre record durador és el seu favorit, i més famós, dictat en la política: "Per què no em deixen en pau?".